# 佐藤和奏
佐藤 和奏（さとう わかな、2006年1月25日 - ）は、日本の女性ファッションモデル、タレントである。
大阪府出身。ワタナベエンターテインメント所属。

## 略歴
2023年11月に行われたワタナベエンターテインメント主催の『ワタナベ次世代オーディション』でフォトジェニック賞を受賞し、芸能界入りした。
高校卒業を機に上京した。
2024年5月3日、non-noの専属モデルとなることが発表された。

## 人物
小学校1年から中学3年までチアダンスに励み、高校はダンス部に所属していた。小学5年生のときにチアダンスの全国大会で東京に行き、竹下通りでスカウトされた。その時からモデルを目指そうと考えていた。高校卒業後は大阪の大学への進学が決まっていたが、オーディションに受かったことで進学を取りやめた。

## 出演

### TV
- ちゃちゃ入れマンデー（2024年1月16日、カンテレ）
- ワイドナショー（2024年1月14日、フジテレビ） - ワイドナティーン
- 超無敵クラス（2024年3月17日、日本テレビ）
- ワールド極限ミステリー（2024年5月29日、TBS）
- 日曜日の初耳学（2024年6月9日・16日、MBSテレビ）
- 王様のブランチ（2024年8月3日、TBS）
- なりゆき街道旅（2024年8月4日、フジテレビ）
- 中居正広の金曜日のスマイルたちへ（2024年12月13日、TBS） -再現VTR-
- いぬじかん（2025年1月7日、BS-TBS）
- 中山秀征のハッピープレゼントSHOW（2025年3月31日・6月30日、JCOM）- アシスタント [5][6]
- トミプラワールドのりのりタイムズ!!（2025年4月6日 -、テレビ東京） - MC

### ネットTV
- シブヤアニメベース（2024年5月3日、ABEMA）
- しくじり先生 俺みたいになるな!!（2024年9月27日・10月4日、ABEMA）

## 書籍

### 雑誌連載
- non-no（2024年7・8月合併号 - 、集英社） - 専属モデル